# Michele Martina
Michele Martina (San Pietro di Gorizia, 9 ottobre 1926 – Gorizia, 22 gennaio 2014) è stato un politico italiano, sindaco di Gorizia dal 1965 al 1972.

## Biografia
Esponente del partito della Democrazia Cristiana, vice segretario provinciale dal 1954, chiamato alla direzione amministrativa del quotidiano Il Popolo, presidente dell'Istituto Autonomo Case Popolari (IACP) di Gorizia, dal 1957 al 1958, venne eletto alla Camera dei deputati nella III Legislatura, dal 1958 al 1963; segretario provinciale del partito dal 1963 sino al 1965, successivamente fu sindaco di Gorizia per due mandati, dal 1965 al 1972, per poi venire eletto al Senato della Repubblica nella VI Legislatura, subentrando in sostituzione del senatore Guglielmo Pelizzo nel frattempo deceduto.
Concluso il suo mandato al Senato, negli Anni Ottanta (1982-1984) ricoprì l'incarico di Presidente dell'Unità Sanitaria Locale n. 2 "Goriziana", creata dalla riforma sanitaria.
Da parlamentare si occupò delle infrastrutture dell'Isontino e della città di Gorizia in particolare perseguendo l'obiettivo di romperne l'isolamento e di superare i soffocanti limiti imposti dai confini internazionali (iniziative a favore del collegamento autostradale Villesse-Gorizia-Lubiana, ora Autostrada A34; della stazione confinaria internazionale dell'Autoporto di Gorizia; dei provvedimenti in favore della Zona Franca; della riduzione delle servitù militari).
Da sindaco, alla guida della prima giunta di centro sinistra, si spese per la distensione e allacciò buoni rapporti con la vicina Nova Gorica e la Slovenia, allora parte integrante della Repubblica Socialista Federale di Jugoslavia, instaurando un fattivo rapporto di collaborazione e di comprensione specialmente con il suo omologo d'oltre confine Jožko Štrukelj, tanto che la loro esperienza fu oggetto di un intervento che Martina ebbe l'onore di tenere nel 1967 a Berlino, all'Assemblea dei delegati degli Stati Generali d'Europa, su invito dell'allora Vice Cancelliere tedesco, e Ministro degli Esteri, Willy Brandt.
Il suo impegno in campo culturale lo vide nel 1958 tra i promotori del Centro di studi politici economici e sociali "Sen. Antonio Rizzatti", editore della rivista Iniziativa Isontina che ancora oggi (con il nome di Nuova Iniziativa Isontina) rappresenta un unicum per longevità nel panorama locale; nel 1966 fu tra i fondatori dell 'Istituto per gli Incontri Culturali Mitteleuropei (ICM), di cui fu il presidente per trent'anni e che divenne da subito uno dei principali strumenti di superamento dei confini attraverso occasioni di avvicinamento tra i rappresentanti della cultura degli Stati dell'Europa centrale; sin dal primo convegno annuale Gorizia vide la partecipazione e la presenza di grandi figure quali quelle di Giuseppe Ungaretti e Mario Luzi.
Nel 1968, Martina fu tra i fondatori e primo presidente dell'Istituto di sociologia internazionale – ISIG di Gorizia, nato dall'idea e dall'impegno del prof. Franco Demarchi; tra i più attivi sostenitori dell'insediamento di un polo universitario cittadino, guidò il Consorzio per la Promozione e lo Sviluppo degli Insegnamenti Universitari ora Consorzio per lo Sviluppo del Polo Universitario di Gorizia dal 1987 .
Insignito del "Premio San Rocco" (1999) e del "Premio dei Santi Ilario e Taziano Città di Gorizia" (2004), "per avere dedicato tante energie e speranze al superamento dei "muri" intellettuali e culturali fra i popoli e per avere portato a Gorizia lo spirito della solidarietà europea". Morì nel gennaio del 2014 nella sua abitazione a Gorizia e in seguito la sua figura venne ricordata in varie occasioni tra le quali il 27 gennaio 2014, durante i lavori assembleari della Camera dei deputati e con un convegno tenutosi presso la Sala del Consiglio del Comune di Gorizia nell'aprile del 2015.